# Cristina Cabeza Gutiérrez
Cristina Cabeza Gutiérrez (geboren am 2. März 1977 in Madrid) ist eine spanische Handballtrainerin, die zuvor als Handballspielerin auf der Spielposition Rückraum Mitte eingesetzt wurde.

## Spielerin
Sie begann mit dem Handballspielen bei Club Deportivo Iplacea in Alcalá de Henares. Sie spielte von 1996 bis 2007 bei Vícar Goya und anschließend bis 2012 beim Verein Mustang Elche in der Liga ABF.
Cabeza wechselte 2012 nach Deutschland, wo sie ab der Saison 2012/2013 für die DJK/MJC Trier in der Bundesliga auflief.
Mit den Teams aus Elche und aus Almería nahm sie an europäischen Vereinswettbewerben der EHF teil.
cristina Cabeza wurde im Rückraum Mitte eingesetzt.

## Trainerin
Ihre erste Station als Handballtrainerin war die DJK/MJC Trier, wo sie in der Saison 2013/2014 der Bundesliga als Spielertrainerin agierte, nach der Saison 2014/2015 sollte sie den Verein verlassen, blieb dort dann aber noch bis 2017.
Sie trainierte anschließend die spanischen Vereine BM Alcobendas (2017–2020), Liberbank Gijón (2020–2023) und Atlético Guardés (2023–2024) in der Liga Guerreras.
Ab 2020 war sie auch für Nachwuchsauswahlmannschaften der RFEBM als Trainerin aktiv. Im Oktober 2022 übernahm sie die spanische Jugendnationalmannschaft der Frauen mit dem Jahrgang 2004/2005, den sie auch schon in der promesas selección trainiert hatte. Mit der Jugend des Jahrgangs 2006/2007 gewann sie die Mittelmeermeisterschaften 2023, die W17 EHF Championship 2023 und die U-18-Weltmeisterschaft 2024.
Im Januar 2025 übernahm sie das Traineramt beim italienischen Verein Handball Erice.